# Nico Groot
Nico Groot (ca. 1942) is een Nederlands politicus van het CDA.
In 1974 kwam hij voor de partijcombinatie ARP/CHU in de gemeenteraad van Enkhuizen en vanaf 1982 was hij daar wethouder. Daarnaast was hij vanaf mei 1986 voorzitter van het Samenwerkingsorgaan West-Friesland (SOW). In april 1988 volgde zijn benoeming tot burgemeester van Wester-Koggenland wat Groot zou blijven tot mei 2004 toen hij vervroegd met pensioen ging.